# 大韓民国指定宝物

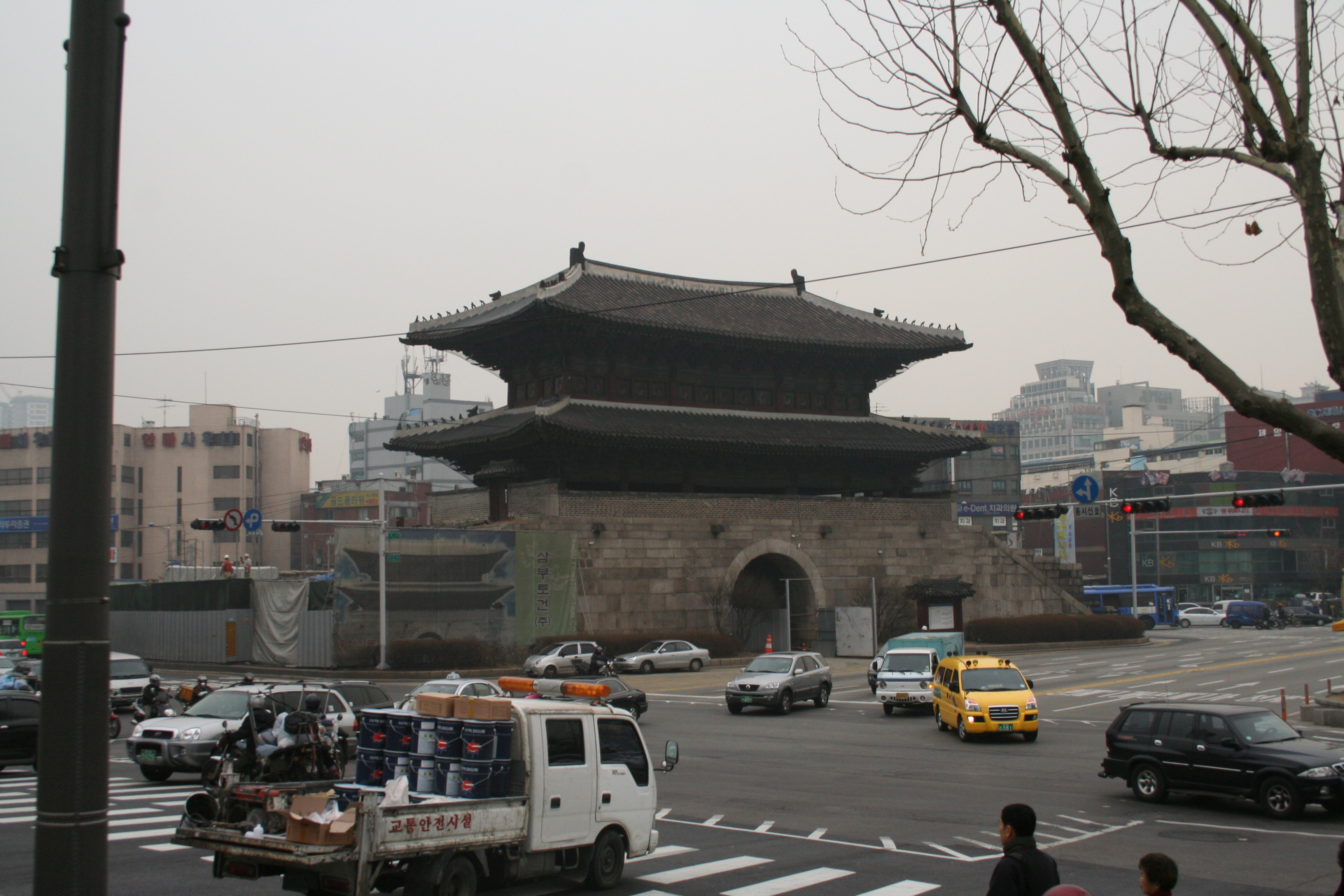
宝物第1号に指定された興仁之門

大韓民国が指定する宝物（ほうもつ、보물）は、大韓民国の文化遺産保護制度の一つ。文化財庁長が、価値の高い有形文化財を指定し、保護を図るものである。

## 概要
大韓民国文化財保護法では、建造物、典籍、書跡、古文書、絵画、彫刻、工芸品等の有形の文化的所産のうち価値の高いものが有形文化財とされる。文化財庁長は、有形文化財の中でも重要なものを、文化財委員会の審議の上で宝物として指定することができる。なお、宝物に該当する文化財の中でも特に価値の高いものが、文化財委員会の審議の上で国宝として指定される。
1963年に興仁之門が宝物第1号に指定され、現在までに1,500件あまりが指定を受けている。指定された宝物の管理は大韓民国文化財庁が所管する。